# Колесник Сергій Віталійович
Сергій Віталійович Колесник (24 січня 1965 , Торез, Донецька область ) — український діяч, підземний прохідник шахти «Червона Зірка» виробничого об'єднання «Торезантрацит» Донецької області. Народний депутат України I скликання.

## Біографія
Народився у родині робітників. Освіта середня спеціальна. У 1980—1983 роках — учень СПТУ № 32 міста Тореза Донецької області, слюсар з ремонту автомобілів.
У 1983 році — слюсар з ремонту автомобілів автобази виробничого об'єднання з видобутку антрациту «Торезантрацит»; машиніст підземного устаткування шахти «Червона Зірка» виробничого об'єднання «Торезантрацит» Донецької області.
У 1983—1986 роках — служба в Радянській армії. Проходив службу в обмеженому контингенті радянських військ в Афганістані.
Член ВЛКСМ.
З 1986 року — підземний прохідник шахти «Червона Зірка» виробничого об'єднання «Торезантрацит» Тореза Донецької області.
Керівник військово-спортивного клубу «Боєць» у місті Торезі, член Донецької обласної ради воїнів запасу.
18.03.1990 року обраний народним депутатом України, 2-й тур, 49,07 % голосів, 5 претендентів. Входив до Народної ради, член фракції безпартійних. Член Комісії ВР України з питань прав людини та Комісії ВР України з питань оборони й державної безпеки.
У 1992—1993 роках — служба в Українському миротворчому контингенті ООН у складі місії UNPROFOR, заступник командира роти з виховної роботи у Сараєві, Боснія та Герцоговина.
З 1994 року — референт-помічник народного депутата України.

## Нагороди та звання
Нагороджений медаллю Республіки Афганістан «Воїну-інтернаціоналісту від вдячного афганського народу», медаллю ООН «За службу миру», грамотою Президії ВР СРСР «Воїну-інтернаціоналісту».